# Nicolae Teclu
Pour la station de métro, voir Nicolae Teclu (métro de Bucarest).
Nicolae Teclu (11 octobre 1839, Brașov, Roumanie - 13 juillet 1916, Vienne, Autriche) était un chimiste roumain qui donna son nom au bec Teclu. 
Il étudia l’ingénierie et l’architecture, puis la chimie continuant sa carrière en devenant professeur de chimie générale et analytique à Vienne. Il contribua substantiellement au développement de la chimie. 
Il fut élu à l’Académie roumaine.